# Michajłowskoje (rejon charowski)
Michajłowskoje (ros. Михайловское) – wieś (sieło) w Rosji, w rejonie charowskim obwodu wołogodzkiego. W 2010 r. liczyła 217 mieszkańców.